# Pomněnka bahenní
Pomněnka bahenní (Myosotis palustris, synonymum – Myosotis scorpioides) je vytrvalá bylina z čeledi brutnákovité.

## Popis

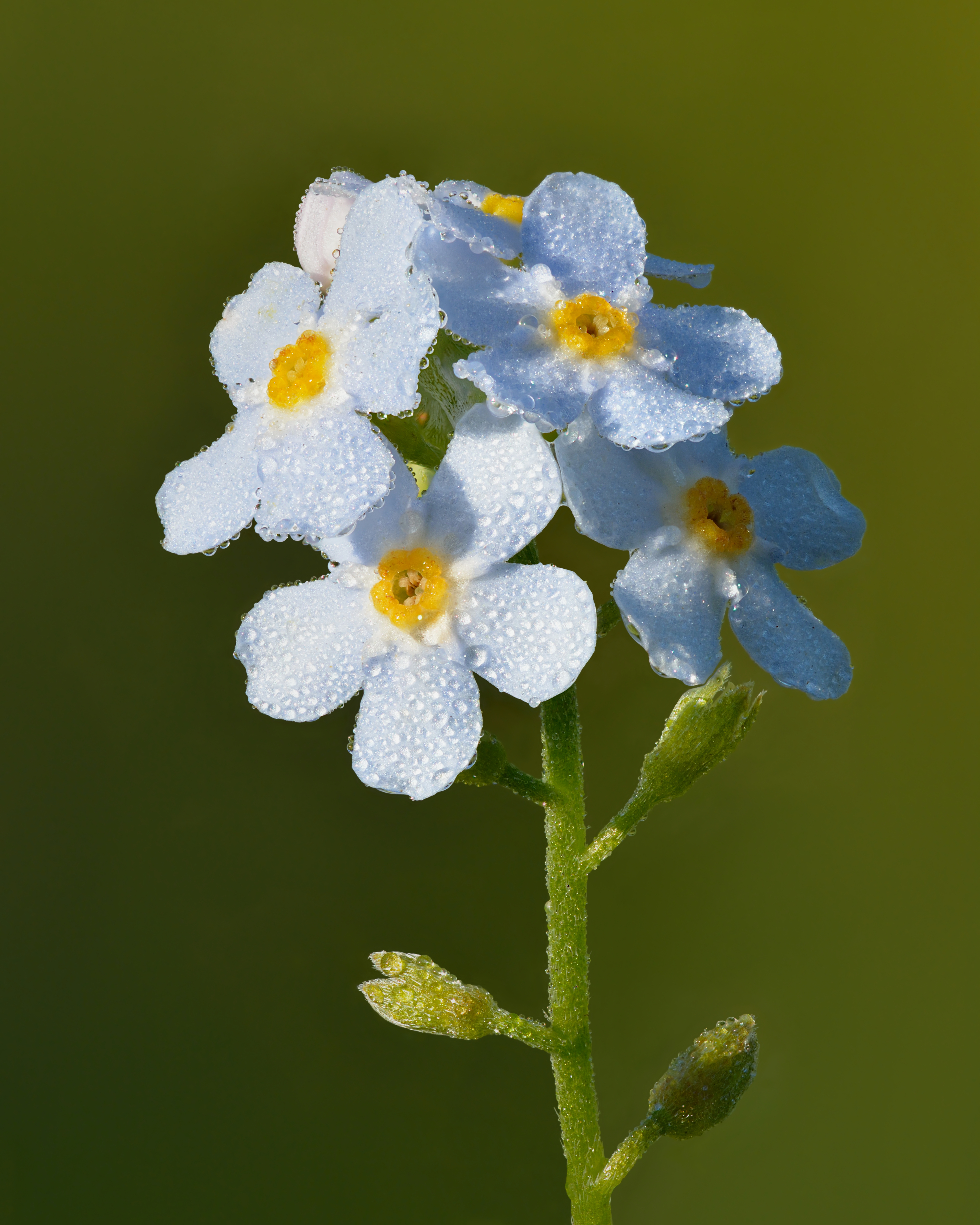
Pomněnka bahenní

Pomněnka bahenní dorůstá výšky 50–80 cm. Listy mají eliptický tvar a mohou být chlupaté, květy se vyskytují v mnohočetných vijanech bez listenů. Koruna je kolovitá a má světle modrou barvu. Kvete od května do září.

## Výskyt
Vyskytuje se na březích tekoucích i stojatých vod nebo na jiných vlhkých lokalitách (podmáčené louky, příkopy kolem cest, nivy řek). Preferuje humózní bahnité půdy.

## Poddruhy pomněnky bahenní
V České republice se vyskytují dva poddruhy pomněnky bahenní:
- Pomněnka bahenní pravá (Myosotis palustris subsp. palustris)
- Pomněnka bahenní volnokvětá (Myosotis palustris subsp. laxiflora (Rchb.) Schübl. et Martens)[2]